# Kloster Boulaur

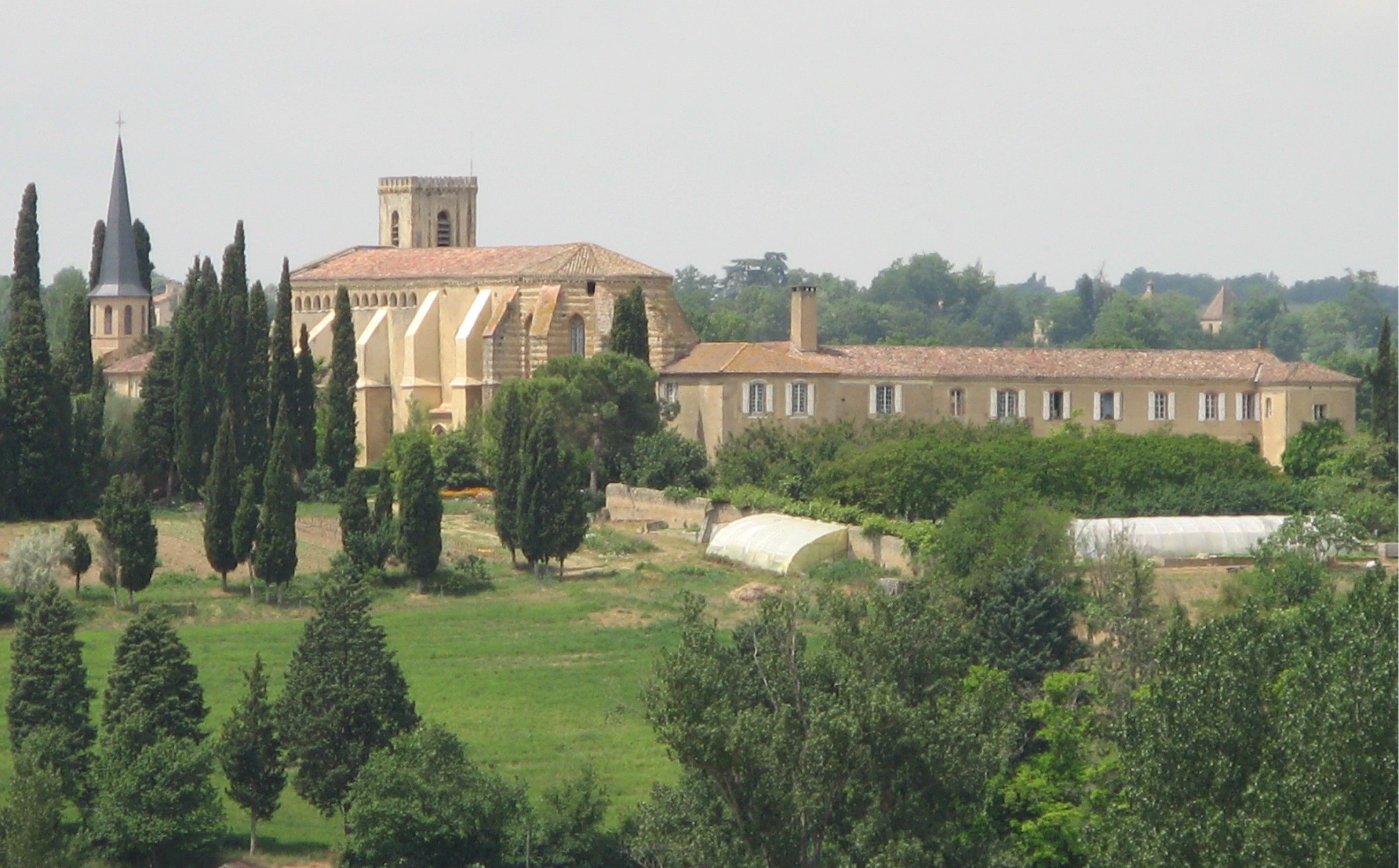
Kloster Boulaur

Kloster Boulaur ist seit 1949 ein französisches Kloster der Zisterzienserinnen in Boulaur, Kanton Astarac-Gimone, Département Gers, Bistum Auch. Das Kloster ist seit 1972 als Monument historique klassifiziert.

## Geschichte
1142 wurde von der Abtei Fontevraud am „Guten Ort“ (lat. bonus locus, Boulaur) südöstlich von Auch (und 12 Kilometer südlich von Kloster Gimont) ein Frauenkloster gegründet, das 1789 der Französischen Revolution zum Opfer fiel. Es wurde im 19. Jahrhundert von Fontevraud wiederbesiedelt, musste aber 1904 neuerlich schließen, diesmal als Folge des Gesetzes zur Trennung von Kirche und Staat, das alle Klöster auflöste. Zur dritten Besiedelung kam es 1949 durch das Zusammenwirken von Alexis Presse, Abt von Kloster Boquen (ehemaliger Abt von Kloster Tamié), und der Benediktinerin Pia Le Thomas (1920–2009), denen ein Klosterleben nach der Benediktregel zisterziensischer (also weder trappistischer noch benediktinischer) Prägung vorschwebte. Mit drei Mitschwestern begann Schwester Pia das Projekt von Kloster Sainte Marie de Boulaur, 1957 wurde das Kloster an den Zisterzienserorden angeschlossen, 1964 mit vollen Rechten inkorporiert und 1990 zur Abtei erhoben. Die Klostergründerin und Äbtissin starb 2009 nach mehr als 60-jährigem Wirken in Boulaur. 2016 zählte das Kloster 25 (überwiegend junge) Nonnen. Das gregorianische Chorgebet wird in lateinischer Sprache gesungen.
Die gotische Klosterkirche aus dem 14. Jahrhundert wurde in jüngster Zeit baulich konsolidiert und im Inneren umgestaltet.
Im Kloster befinden sich die sterblichen Überreste von Claire de Castelbajac, deren Seligsprechungsprozess eingeleitet ist.

### Äbtissinnen
- Pia Le Thomas: 1990–2000
- Pauline Couette: 2000–2012
- Emmanuelle Desjobert: seit 2013

### Tochterklöster
- Kloster Rieunette (1998)